# Ptesiomyia longicornis
Ptesiomyia longicornis là một loài ruồi trong họ Tachinidae.